# 慈蔭亭
22°59′42″N 120°12′04″E / 22.994885°N 120.201028°E
六興境帆寮慈蔭亭，古名為北巷佛祖廟，俗稱帆寮佛祖廟，是位於臺灣臺南市中西區建國里的觀音寺。

## 沿革

### 清治時期
該寺建於康熙五十六年（1717年），由普陀山迎請觀音菩薩神像來，座落當時的西定坊、人稱「北巷」的地方奉祀，全名「六興境帆寮慈蔭亭」、古名「北巷佛祖廟」、地方俗稱「帆寮佛祖廟」。清初時期的小型佛寺，規模較小，殿宇呈單殿式或多殿式，而單殿式布局一般作單簷三開間式，如此寺就為例子。建國里附近還有開基開山宮。
嘉慶十五年間（1810年），該亭略有修建。道光十五年（1835年），由信徒陳朝瓊召開重建，經地方仕紳韓治與黃應彪捐地，以及黃德清等地方人士集資重修，於道光二十年（1840年）完工，隔年舉行慶成建醮大典。
廟中有數塊匾額道光年間之物，分別書有「幻空色相」、「慈悅廣濟」、「慈航慧海」，後兩者分別為陳禎祥、直隸州州判丁酉拔貢黃應清所贈。
其道光二十一年（1841年）〈重修北巷佛祖廟碑記〉，捐款者有石鼎美、集源號、許世澤。石鼎美即石時榮，在清嘉慶年至同治年間，府城的大小公眾事務捐輸都能見其紀錄，建有石鼎美古厝。

### 日治時期
1907年，此寺毀於暴風雨，莊清溪等人向信徒募集資金再行修建。1920年到1945年的調查，廟址為大宮町一丁目64番地。
二次世界大戰期間，受轟炸波及。

### 戰後時期
戰後予以重建，1948年舉行落成建醮時，其佛祖媽花轎插滿鮮花，轟動一時。
牛頭牌沙茶醬創始人劉來欽在新美街白手起家，其妻子施罔腰曾在生活困頓時，向住家附近的慈蔭亭許願，若度過難關，終生茹素。劉來欽擔任慈蔭亭主委後，重建此寺。
此寺曾被台南市政府列為編號作古蹟，後來因文資法規範不足，廟方全面翻修換新屋頂，被撤銷古蹟名列。2005年，此寺地基問題造成土木結構傾斜、磚塊剝落，劉來欽提議磋商重建，於同年農曆二月拆除。拆除時，文資處為日後作古蹟建材使用而撿回六片門神木板，為潘麗水弟子王妙舜彩繪的四大天王、風調雨順、唏將、哈將。2006年，重建完成，完工慶成後，劉來欽不久就過世。其女兒劉貞秀接下慈蔭亭主委一職，繼續辦理急難救助照顧社會弱勢族群。
臺南府城最古老而尚存的觀音亭，即此亭、大觀音亭、與安平觀音亭這三座。

## 祭祀

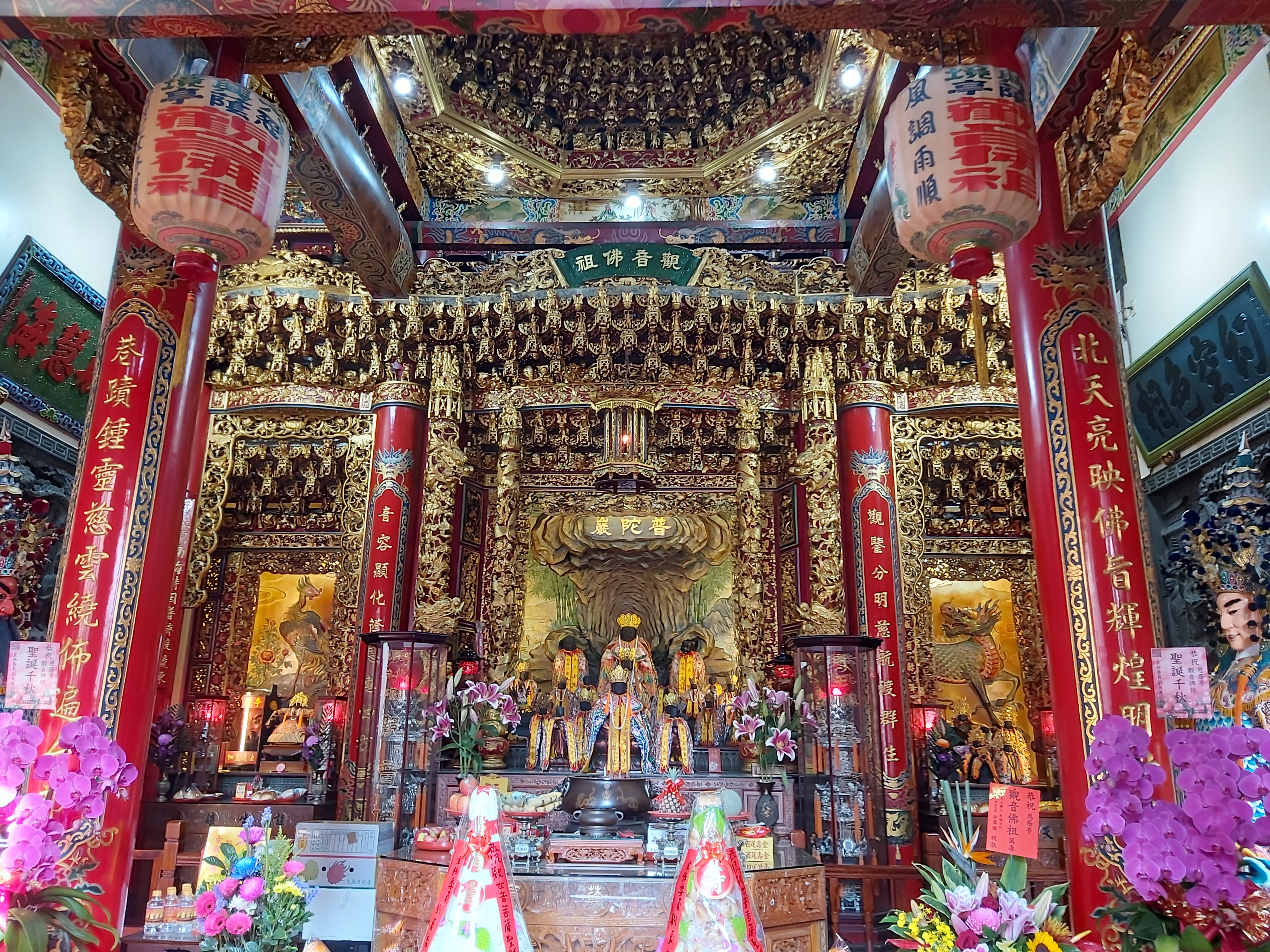
慈蔭亭正殿

主祀觀世音普薩，另祭拜释迦牟尼佛、天上聖母、註生娘娘、福德正神。
2008年，寺方舉行戊子年慶成祈安五朝建醮，其神轎是全南市唯一用鮮花插滿，由十六位女性抬轎。
該年建醮時，高雄中洲的慈世亭也來參與。據耆老表示，慈蔭亭一次因淹大水，一尊神像漂流至旗津後奉祀於慈世亭。後來慈世亭廟方多年後找到慈蔭亭，兩廟開始密切往來。

## 交誼境
開基共善堂、下林建安宮、普濟殿境和勝堂、六興境保西宮、祀典武廟、關帝港開基武廟、六興境開山宮、南廠廣州宮、開基五瘟宮、旗津中洲慈世亭